# Димитър Пъшков
Димитър Николов Пъшков е български национал-революционер и държавен деец.

## Биография
Димитър Пъшков е роден през 1840 г. в с. Сопот, Ловешко, в семейство на свещеник. Учи последователно в родното си село, Троянския манастир, Ловеч при Манол Лазаров и Сопот, Карловско при Юрдан Ненов. Работи като учител в Тетевен (1859 – 1860), с. Сопот (1862 – 1863) и Ловеч (1864 – 1865).

### Революционна дейност
Напуска учителската професия и се ориентира към търговия. Участва в създаването на Ловешкото читалище „Наука“. По покана на Васил Левски е сред основателите на Ловешкия частен революционен комитет и негов деен член (1869 – 1872). Временен дописник на в. „Право“ (1873).
Във връзка с Арабаконашкия обир, организиран от Димитър Общи, е арестуван от турската полиция в Ловеч заедно с Марин Поплуканов, поп Лукан Лилов и Величка Хашнова. Тримата са държани в ловешкия арест около 20 дни, след което са прехвърлени за разпити в София. Величка Хашнова остава арестувана по тогавашните закони в къщата на попа. След очна ставка с Димитър Общи, последният казва, че не е този попът, а друг да търсят. Поп Лукан Лилов бива незабавно освободен, завръща се в Ловеч със заповед за освобождение и на Величка Хашнова. Същия ден арестуват поп Кръстьо Никифоров. Димитър Пъшков е разпитван от извънредна следствена комисия в София. Осъден на вечно заточение в Диарбекир от Софийския военно-полеви съд заедно с Марин Попуканов, въпреки че не признават нищо и отричат обвиненията на турското правосъдие (1873).
Излежава 3 години от присъдата и успява да избяга от заточението заедно с Марин Поплуканов и Георги Минчев (1876). До началото на Руско-турската война (1877 – 1878) живее в Букурещ. Включва се в подпомагането на Руската императорска армия.

### Държавна дейност
След Освобождението се завръща в Ловеч, където е член на Постоянната окръжна комисия и председател на Ловешкия окръжен съвет. Народен представител в Учредителното събрание (1879) „по звание“ като Председател на Ловешкия окръжен съвет. Делегат е и в Третото велико народно събрание (1886 – 1887), Петото (1887 – 1889), Шестото (1890 – 1893), Седмото (1893) и Тринадесетото ОНС (1903 – 1907). Деен член на Народнолибералната партия (стамболовисти).
Умира на 10 ноември 1926 г. на 86 годишна възраст.

## Памет
Оставя ценни спомени и дневници.
Улица в Ловеч е наименувана „Димитър Пъшков“.